# Paradas continuas
Paradas continuas es una película mexicana de 2009. Dirigida por Gustavo Loza y protagonizada por Germán Valdés III, Luis Arrieta y Cassandra Ciangherotti. La película está basada en la historia original de Juan Meyer "Rapiditos Motorizados". El guion es de Juan Meyer, con la producción de Gloria Calzada y la colaboración en la adaptación del director Gustavo Loza.

## Argumento
Perico y Emilio  son dos adolescentes, emprendedores y amantes del bajo mundo estudiantil, que cojean del mismo pie, pues no tienen a dónde llevar a sus novias para desatar sus más bajas pasiones. En su casa no pueden, en la de ellas menos todavía y a los hoteles de paso es donde no quieren las chavas. Así que, ante tal cantidad de testosterona acumulada han decidido convertirse en empresarios gracias a la furgoneta combi del padre de Perico, que aparte de ser la potencial solución a sus aventuras, se puede convertir en el negocio de su vida...

## Banda sonora

### Canciones
1. Caperucita Feroz - Orquesta Mondragón con Moderatto
2. Yofo - Molotov
3. Encuerado - Babasónicos
4. Amar y vivir - Tonino Carotone
5. Mil Demonios -  Moderatto
6. Los Lacras (Score) - Música: Federico Bonasso
7. Susie Q - Orquesta Mondragón
8. Funkytown - Lipps Inc.
9. Chambacu- Aurita Castillo y su conjunto
10. Monitor - Volován Feat. Ximena Sariñana
11. Sufro por ti - Los Gatos
12. Goicochea y las chicas (Score) – Música: Federico Bonasso
13. Lolita - Orquesta Mondragón
14. Compagnon Du Ciel - Adanowsky and Arthur H
15. Cantando en el baño - Germán Valdés III
16. Quizás, Quizás, Quizás - Sarita Montiel
17. Cementerio de autos (Score) – Música: Federico Bonasso
18. Memories Through Your Eyes - Los Charlone y Juan Adolfo Moreno
19. Tu amor mata - Juguete Rabioso
20. Bang - Veo Muertos Feat. Diego Maroto
21. Se Me Perdió La Cadenita - La Sonora Dinamita
22. Sin Amigos - Los Mentas
23. Danielle (Score) – Música: Federico Bonasso

Las siguientes canciones, aparecen en la película pero no en el disco:
1. Sastre del Diablo - Nortec Hiperboreal+Clorofila & Adrián Dárgelos (Babasónicos) del álbum Border Revolver.

## Reparto
- Germán Valdés III como Perico.
- Luis Arrieta como Emilio.
- Cassandra Ciangherotti como Lisa.
- Ana Karina Sánchez  como Federica.
- Jimena Guerra como Karina.
- Ilithya Manzanilla como Dara.
- Alejandro Calva como el maestro Carranco.
- Regina Orozco como la tía Roz.
- Silverio Palacios como Cachacuaz.
- Luz María Zetina como Luisa.
- Javier Gurruchaga como el profesor Goicochea.
- Daniel Martínez como el papá de Perico.
- Oswaldo Zárate como Ramiro.
- Alejandro de la Vega como Tino.
- Damayanti Quintanar como Sasha.
- Anhuar Escalante como Dino.
- Sergio Ochoa como Rogelio.
- Wanda Seux como Wanda.